# Bang Yong-guk
Bang Yong-guk (hangul: 방용국 (); Seúl, 31 de marzo de 1990), también conocido como Yongguk (hangul: 용국), es un rapero, cantante, compositor y productor discográfico surcoreano conocido por ser líder y rapero del grupo masculino surcoreano B.A.P.
Debutó en 2008 como miembro de un grupo de hip hop underground llamado Soul Connection, bajo el alias de "Jepp Blackman". En marzo de 2011, colaboró en el sencillo de Song Ji-eun "Going Crazy", que se convirtió en un éxito número uno en Corea del Sur. En julio de ese año lanzó su primer sencillo digital en solitario, "I Remember", con Yoseob de Beast, y en noviembre formó una subunidad llamada Bang & Zelo con su compañero miembro de B.A.P Zelo, lanzando el sencillo "Never Give Up". B.A.P lanzó su primer sencillo en enero de 2012.

## Biografía
Bang Yong-guk nació en Seúl, Corea del Sur, el 31 de marzo de 1990. Es el más joven de dos hijos y una hija. Tiene un hermano gemelo idéntico llamado Yongnam, que se dedica a la actuación, y una hermana mayor llamada Natasha, que trabaja como tatuadora.
Se mudó con su familia a las islas costeras Ijak de Incheon cuando era joven, y vivió allí durante un breve período de tiempo antes de regresar a Incheon continental. Estudió en la escuela primaria y secundaria Gae Woong, y a los 18 años se graduó de la escuela secundaria Yuhan. Le ofrecieron una beca para la universidad, pero terminó rechazándola.

## Carrera

### 2008-2011: Inicios de su carrera
Bang formó parte de un grupo de hip hop llamado Soul Connection cuando estaba en su segundo año de escuela secundaria, esto después de publicar letras de distintas canciones rap en un foro en línea y ser reconocido por su habilidad como rapero y compositor. Al reunirse con personas expertas que estaban realmente activas en la industria musical, viéndolos componer y producir, y aprendiendo de ellos, pudo refinar sus propias técnicas y mejorar en la creación de su estilo de música.
En 2010, Bang fue contactado por TS Entertainment para ser parte de un grupo musical masculino después de que el dúo de hip hop Untouchable lo recomendara. Aunque le preocupaba que el tipo de música que pudiera hacer fuera limitado, TS Entertainment le aseguró que eso no sería así y podría vivir sus sueños, así que se unió.

### 2011: “Going Crazy”, “I Remember” y Bang&Zelo
El 3 de marzo de 2011, se lanzó el sencillo de Song Ji-eun, "Going Crazy", con la participación de Bang, El sencillo fue un éxito comercial y crítico, y los fans elogiaron la "interpretación ronca" de Bang. La canción encabezó el Gaon Music Chart y el Gaon Digital and Streaming Chart y ganó atención para Bang como artista. Después del lanzamiento del sencillo, fue tendencia en los principales sitios de búsqueda de portales en Corea del Sur y se le solicitó múltiples apariciones en televisión. Sin embargo, su agencia rechazó estas apariciones, afirmando que todavía era un aprendiz y no estaba listo para aparecer en transmisiones fuera de presentaciones promocionales. Sin embargo, la agencia agradeció a los fans por su interés.
El 11 de agosto, Bang lanzó el sencillo "I Remember", con la participación de Yoseob de Beast. La canción tuvo un éxito moderado, llegando al Top 10 en las listas en Corea y al puesto #22 en la lista Gaon. Sin embargo, KBS consideró que el sencillo no era apto para promociones debido a múltiples escenas de tiroteos y violencia que aparecían en el video musical.
El 11 de diciembre, Bang debutó con Zelo como parte del dúo de rap Bang&Zelo (siendo una subunidad), lanzando la canción "Never Give Up".

### 2012-2018: B.A.P

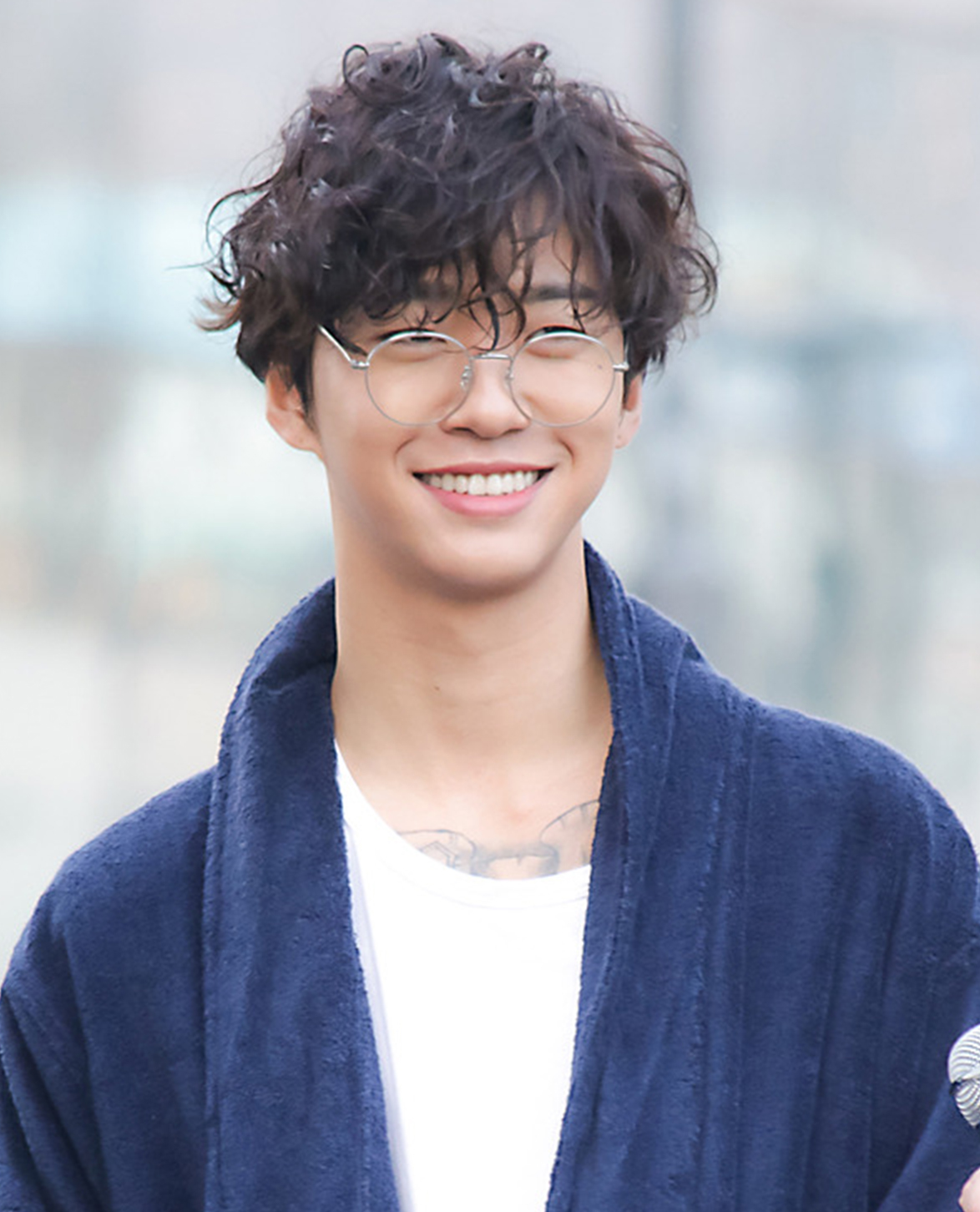
Bang en una reunión de fans en marzo de 2017

Bang fue el primer miembro en ser anunciado como parte del nuevo grupo masculino de TS Entertainment, B.A.P, en el cual era el líder y rapero principal. El grupo lanzó su primer sencillo, "Warrior", en enero de 2012. Su presentación debut tuvo lugar en Seúl el 28 de enero ante más de 3.000 asistentes. El sencillo recibió elogios de la crítica, y los medios de comunicación lo describieron como "poderoso y carismático".
Al año siguiente, Bang actuó en el SBS Gayo Daejeon junto con Tiger JK, Yoon Mirae y Bizzy, y que además también incluyó a Zico, RM y Eun Jiwon.
El 27 de noviembre de 2014, se informó que todos los miembros de B.A.P habían presentado una demanda contra su compañía discográfica para anular sus contratos, alegando condiciones de trabajo injustas y pésima distribución de ganancias. El grupo entró en una pequeña pausa.
El 4 de abril de 2015, durante la pausa, Bang lanzó una canción en solitario titulada "AM 4:44".
El 1 de agosto de 2015, se reveló que B.A.P había llegado a un acuerdo y había regresado a TS Entertainment. B.A.P hizo su regreso en noviembre de 2015 con el miniálbum Matrix, cuyas canciones fueron producidas y escritas por Bang.
El 25 de octubre de 2016, TS Entertainment reveló que Bang no participaría en las promociones del próximo álbum de B.A.P, Noir, debido a trastornos de ansiedad.
En abril de 2017, B.A.P comenzó su gira 'Party Baby- US Boom', la cual estuvo por seis ciudades. Bang regresó de su pausa para unirse al resto de los miembros para la promoción del sencillo "Wake Me Up".
El 4 de julio de 2017, Bang lanzó una canción en solitario titulada "Yamazaki". La letra de la canción está en tres idiomas: inglés, japonés y coreano. El 25 de abril de 2018, Bang lanzó el video musical oficial de su canción instrumental en solitario "Portrait", la cual codirigió junto con Joe Brown. El 25 de mayo de 2018, Bang lanzó el video musical oficial de su canción en solitario titulada "Drunkenness", que cuenta con voces en falsete proporcionadas por su compañero de grupo Yoo Young-jae. Nuevamente, él codirigió el vídeo musical junto a Joe Brown.
Tras la expiración de su contrato el 19 de agosto de 2018 con TS Entertainment, decidió abandonar la empresa. Después de su salida, B.A.P continuó con 5 miembros hasta la expiración de todos los contratos de los miembros en 2019, después de lo cual todos los miembros se negaron a volver a firmar con TS Entertainment, yendo por caminos separados.

### 2018-presente: Carrera en solitario, alistamiento y regreso a B.A.P
Tras su salida de TS Entertainment, Bang lanzó el video musical del sencillo "Hikikomori", cuya letra habla de su propia ansiedad y miedos al enfrentar tanto el escenario como el mundo mismo. El título es tomado de la jerga japonesa, y significa el "encierro" de personas que se niegan a salir debido a varios factores estresantes.
El 26 de febrero de 2019, Bang lanzó "A Short Film About Bang Yongguk", que incluye el  prelanzamiento de la canción "Journey" para anunciar su próximo álbum en solitario homónimo. El álbum, Bangyongguk, que contenía 13 pistas, se lanzó el 15 de marzo de 2019, junto con su canción principal "Ya". Se filmó un video musical para "Ya", pero Bang luego anunció que había tomado la decisión de "posponer indefinidamente" el lanzamiento debido a varios factores personales. Otras pistas de "Bangyongguk" incluyen remasterizaciones de algunos sencillos como "AM 4:44" y "Portrait", así como "Xie Xie" y una versión remezclada del mismo con Sway D, Liquor y la rapera Elly del grupo femenino surcoreano EXID.
El 24 de junio de 2019, Bang lanzó el libro fotográfico The Best Is Yet to Come, que fue un éxito en ventas.
Luego publicó un sencillo llamado "Orange Drive", que lanzó como regalo y mensaje de despedida para sus fans antes de su período de alistamiento obligatorio de 2 años.
Bang se alistó en el ejército coreano como oficial de servicio público el 1 de agosto de 2019.
El 2 de septiembre de 2019, Bang anunció a través de su compañía Consent que había dirigido un documental junto con el director y productor Kim Jinbeom, el cual se llamaba "Something to Talk About", y que había sido seleccionado para su proyección en el Festival Internacional de Cine DMZ de 2019. "Something to Talk About" también fue nominado en la categoría DMZ Open Cinema. "Something to Talk About" cubre las experiencias de Bang como miembro de B.A.P, así como su proceso creativo al grabar su álbum "Bangyongguk" y presenta entrevistas con sus amigos y familiares.
Él completó oficialmente su servicio militar el 18 de mayo de 2021.
El 16 de septiembre de 2021, Bang fundó su propia compañía discográfica llamada Consent.
El 23 de noviembre de 2021, Bang lanzó el sencillo "Race". Fue su primer regreso bajo su propia compañía.
El 2 de marzo de 2022, Bang lanzó su primer EP titulado 2, junto con su sencillo principal "Up".
El 10 de abril de 2023, YY Entertainment confirmó que Bang lanzaría un nuevo miniálbum el 2 de mayo de ese mismo año.
En 2024, regresó a B.A.P junto con tres de los miembros.

## Arte e influencias
Bang cita a 50 Cent, P. Diddy y Pharrell como sus mayores influencias musicales. Aunque su objetivo inicial no era convertirse en un artista de K-pop, fue influenciado por los roles que Supreme Team y Dynamic Duo desempeñaron en la popularización del género en Corea del Sur. Su tipo de voz es barítono.
Bang también tiene influencias del jazz y del blues, así como del rock/metal y del rock alternativo.
Además de rapear y cantar, Bang también es compositor y productor de muchas de las canciones de B.A.P, incluidas todas las pistas de su EP debut Warrior así como pistas de varios álbumes, incluidos Noir, Carnival y Matrix. Además, Bang es el letrista de todas las canciones de BAP y toma influencias de su vida así como de los acontecimientos mundiales. Bang se identifica como pacifista y expresa abiertamente sus propios problemas de salud mental, así como su preocupación por el estado del mundo. Muchas de sus letras critican abiertamente a la sociedad, al gobierno, a las empresas y a aquellos que se aprovechan del poder o la influencia para discriminar a otros.
Bang se inspiró en el contenido de su propio diario para su álbum en solitario Bang Yongguk. Siendo un álbum personal, las canciones del álbum abarcan desde la rabia y la pérdida, pasando por sus enfrentamientos sobre la depresión y la ansiedad, hasta su propia soledad. La canción "See You Later" está extraída de un borrador de testamento que escribió en su diario.
Bang aparece acreditado en su álbum homónimo como productor ejecutivo, compositor y director de arte, y además también ha autodirigido sus videos para su trabajo en solitario, desde la concepción hasta la edición.

## Discografía

### Extended plays
| Título             | Detalles | Posiciones máximas en los gráficos | Ventas       |
| Título             | Detalles | COR                                | Ventas       |
| ------------------ | --- | ---------------------------------- | ------------ |
| The Colors of Love | - Fecha de lanzamiento: 2 de mayo de 2023 - Etiqueta: YY Entertainment, Consent - Formatos: CD, descarga digital, streaming   | 18                                 | - COR: 6,649 |
| 3                  | - Fecha de lanzamiento: 31 de marzo de 2024 - Etiqueta: YY Entertainment, Consent - Formatos: CD, descarga digital, streaming | 39                                 | - COR: 6,630 |

### Sencillos
| 2008                                                                                        | "Cherry Flower" (con Soul Connection) | —  | Cherry Flower       |  |
| 2011                                                                                        | "I Remember" (feat. Yang Yo-seob)     | 22 | Sencillos sin álbum |  |
| 2011                                                                                        | "Never Give Up" (con Bang&Zelo)       | 65 | Sencillos sin álbum |  |
| 2015                                                                                        | "AM 4:44"                             | —  | Sencillos sin álbum |  |
| 2016                                                                                        | "X"                                   | —  | Sencillos sin álbum |  |
| 2017                                                                                        | "Yamazaki"                            | —  | Sencillos sin álbum |  |
| 2018                                                                                        | "Portrait"                            | —  | Sencillos sin álbum |  |
| 2018                                                                                        | "Drunkenness"                         | —  | Sencillos sin álbum |  |
| 2019                                                                                        | "Hikikomori"                          | —  | Bangyongguk         |  |
| 2019                                                                                        | "Ya"                                  | —  | Bangyongguk         |  |
| 2019                                                                                        | "Coming Home"                         | —  | Sencillos sin álbum |  |
| 2019                                                                                        | "Orange Drive"                        | —  | Sencillos sin álbum |  |
| 2021                                                                                        | "Race"                                | —  | 2                   |  |
| 2022                                                                                        | "Up"                                  | —  | 2                   |  |
| 2023                                                                                        | "Green" (feat. Soovi)                 | —  | The Colors Of Love  |  |
| 2023                                                                                        | "Ride Or Die"                         | —  | The Colors Of Love  |  |
| 2024                                                                                        | "Bad" (feat. Youha)                   | —  | 3                   |  |
| 2024                                                                                        | "Novimiento"                          | —  | 3                   |  |
| 2024                                                                                        | "IXLU"                                | —  | 3                   |  |
| 2024                                                                                        | "Numb"                                | —  | 3                   |  |
| 2024                                                                                        | "Buss It"                             | —  | 3                   |  |
| "—" indica los lanzamientos que no entraron en las listas o que no se lanzaron en ese país. |                                       |    |                     |  |

#### Colaboraciones
| Año  | Título                         | Posiciones más altas en los gráficos | Álbum              |
| Año  | Título                         | COR                                  | Álbum              |
| ---- | ------------------------------ | ------------------------------------ | ------------------ |
| 2011 | "Going Crazy" (con Song Jieun) | 1                                    | Sencillo sin álbum |

### Videos musicales
| Año  | Video musical                                      | Duración |
| ---- | -------------------------------------------------- | -------- |
| 2011 | "Going Crazy"                                      | 4:23     |
| 2011 | "I Remember"                                       | 4:23     |
| 2011 | "Never Give Up"                                    | 4:27     |
| 2012 | "For a Year"                                       | 5:02     |
| 2015 | "AM 4:44"                                          | 4:30     |
| 2017 | "Yamazaki"                                         | 4:01     |
| 2018 | "Portrait"                                         | 3:36     |
| 2018 | "Drunkenness"                                      | 4:30     |
| 2019 | "Hikikomori"                                       | 3:55     |
| 2019 | "A Short Film About Bang Yongguk '여행' (Journey)" | 3:51     |
| 2019 | "Coming Home (Special Clip)"                       | 3:52     |
| 2019 | "Orange Drive"                                     | 3:15     |
| 2021 | "Race"                                             | 3:25     |
| 2022 | "Up"                                               | 3:07     |
| 2023 | "Ride Or Die"                                      | 3:21     |

## Filmografía

### Películas
| Año  | Título                  | Personaje | Notas                            |
| ---- | ----------------------- | --------- | -------------------------------- |
| 2011 | Mr. Idol                | Cameo     | Él mismo con Kim Him-chan        |
| 2019 | Something to Talk About | Principal | Documental dirigido por él mismo |

## Premios y nominaciones
| Año  | Premios              | Categoría                             | Resultado |
| ---- | -------------------- | ------------------------------------- | --------- |
| 2014 | Premios Shorty       | El mejor músico de las redes sociales | [ 41 ]    |
| 2015 | Premios de radio KMC | Ídolo del año                         |           |
| 2015 | Premios Shorty       | El mejor músico de las redes sociales | [ 42 ]    |